# 喜屋武靖
喜屋武 靖（きゃん やすし）は、日本の映画監督。

## 略歴
沖縄県出身。日本映画学校（現・日本映画大学）第一期卒業。日本映画学校卒業後はフリーの助監督として、滝田洋二郎、萩庭貞明、中田秀夫、池田敏春などにつく。2003年『輪舞曲 〜ロンド〜』で監督デビュー。
青春ドラマからファンタジー色の強いラブストーリー、実験的な密室劇と、手がける作品の幅は広いが、いずれの作品も女性を主人公とした、あるいは女性を主要キャラクターに据えた、女性視点に寄せた作品となっている。
現時点での作品評価としては、長編二作目の『想色〜オモイ・ノ・イロ〜』が比較的評価が高く、また短編では『パパカプセル』が2006年東葛国際映画祭の招待作品となった。また2014年3月の第6回沖縄国際映画祭の地域発信映画部門で、那覇市を舞台にした『那覇NANAなーふぁ！』が公開された。

## 作品

### 映画
監督・脚本
- 『輪舞曲 〜ロンド〜』(2003年）
- 『想色〜オモイ・ノ・イロ〜』（2004年）
- 『大地震』（2005年）
- 『パパカプセル』（2006年）
- 『那覇 NAHA なーふぁ！』（2014年）第６回沖縄国際映画祭　地域発信映画

### テレビ
助監督
- ANB『夜歩く女』（1990年）
- CX『世にも奇妙な物語 忘れられたメス』（1991年）
- CX『世にも奇妙な物語 留守番電話』（1991年）
- CX『世にも奇妙な物語 ざしきわらし』（1991年）
- ANB『ラブストーリーを君に』（1992年）
- TBS『幽霊座』（1997年）

### ネットドラマ
- 『即興戯作倶楽部』（2005年）
- 『LOST PIECE VOL.1』（2007年）